# Namibia en los Juegos Paralímpicos de Tokio 2020
Namibia estuvo representada en los Juegos Paralímpicos de Tokio 2020 por tres deportistas, dos hombres y una mujer.

## Medallistas
El equipo paralímpico namibio obtuvo las siguientes medallas:
| Nombre           | Deporte   | Evento              |
| ---------------- | --------- | ------------------- |
| Oro              |           |                     |
| —                |           |                     |
| Plata            |           |                     |
| Ananias Shikongo | Atletismo | 400 m T11 masculino |
| Bronce           |           |                     |
| Johannes Nambala | Atletismo | 400 m T13 masculino |